# Laneuveville-lès-Lorquin
Laneuveville-lès-Lorquin är en kommun i departementet Moselle i regionen Grand Est (tidigare regionen Lorraine) i nordöstra Frankrike. Kommunen ligger i kantonen Lorquin som tillhör arrondissementet Sarrebourg. År 2022 hade Laneuveville-lès-Lorquin 105 invånare.

## Befolkningsutveckling
Antalet invånare i kommunen Laneuveville-lès-Lorquin
| Referens: INSEE |